# Ahnsbeck
Ahnsbeck est une commune de l'arrondissement de Celle au sein du land de Basse-Saxe, en Allemagne.

## Géographie
Ahnsbeck se trouve au sud de la lande de Lunebourg, à 10 km à l'est de Celle.
La plus grande commune limitrophe est Lachendorf, siège de leur Samtgemeinde (de).

## Histoire
La première mention écrite d'Ahnsbeck date de 1197 dans un acte de création du village sous le nom d'Alrebekesa. Ce nom signifierait le "pré de la rivière aux aunes". Le blason de la ville montre un arbre conique au-dessus d'un ruisseau et lui-même au-dessus d'un crampon.
Le développement de la commune est celui d'une urbanisation avec la création de zones résidentielles et industrielles.
Les monuments sont la chapelle, dont la cloche a été offerte en 1439 par l'archidiocèse de Verden, et un four communal du XVIIe siècle, en fonctionnement lors des Journées du Patrimoine.
Jusqu'au 31 décembre 2004, Ahnsbeck faisait partie du district de Lunebourg, dissous par la réforme administrative, même si des procédures administratives doivent se faire encore à Lunebourg.

## Infrastructures
Ahnsbeck est desservie par une ligne de bus depuis Celle. À Lachendorf et Beedenbostel, se trouvent des gares de marchandise de la compagnie Osthannoversche Eisenbahnen (de) sur la ligne Celle–Wittingen (de).
Les principales routes sont la Bundesstraße 4 entre Gifhorn et Uelzen (à 12 km à l'est), la Bundesstraße 191 entre Celle et Uelzen (à 15 km au nord-ouest) et la Bundesstraße 214 entre Celle et Brunswick (à 15 km au nord-ouest).

## Source, notes et références
- (de) Cet article est partiellement ou en totalité issu de l’article de Wikipédia en allemand intitulé « Ahnsbeck » (voir la liste des auteurs).